# 自由公民党
自由公民党（捷克語：Strana svobodných občanů，又称Svobodní）是捷克共和国的古典自由主义和右翼自由意志主义并带有欧洲怀疑主义立场的政党，由经济学家兼宏观经济学教授彼得·马赫于2009年成立。在担任欧洲议会议员之前，马赫曾在布拉格金融管理大学和VŠEM（布拉格的两家私立商学院）教授经济学。该党目前由利伯·冯德拉塞克领导。
该党参加了在捷克共和国举行的2009年欧洲议会选举。它的纲领要求就捷克共和国引入欧元和拒绝里斯本条约进行全民投票。 该党与德克兰·甘利谈判失败，未能参加他在欧盟范围内的自由研究所。它的符号是绿色的绵羊角的轮廓。2014年欧洲议会选举后，该党的欧洲议会议员加入了自由和直接民主欧洲（EFDD）党团。 该党是自由意志党国际联盟的成员。